# 室木弥次郎

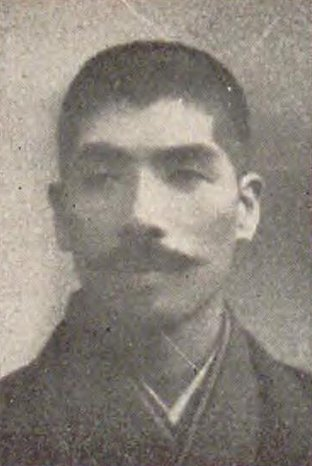
室木弥次郎

室木 弥次郎（むろき やじろう、1882年（明治15年）10月16日 – 1973年（昭和48年）10月30日）は、日本の衆議院議員（立憲同志会→憲政会→立憲民政党）。弁護士。弁理士。

## 経歴
石川県鹿島郡西岸村（現在の七尾市）に衆議院議員室木弥八郎の二男として生まれる。1905年（明治38年）、京都帝国大学法科大学独法科を卒業。司法官試補、大阪区裁判所判事、大阪地方裁判所判事、大阪控訴院判事代理を歴任した。1913年（大正2年）、官を辞して弁護士を開業した。
1915年（大正4年）、第12回衆議院議員総選挙に出馬し、当選。第15回衆議院議員総選挙で再選を果たした。
その他、熊木銀行取締役、能登銀行監査役、小田製糸株式会社社長を務めた。